# 杨秉孙
杨秉孙（1929年2月25日—2017年5月3日），又名杨秉荪，男，湖北武昌人，中国小提琴演奏家，曾任中央乐团副团长，中国音乐家协会理事。1952年任中央乐团独奏员。1957年毕业于匈牙利李斯特音乐学院。在“文革”中于1966年入狱，1977年出狱后曾任中央乐团副团长、中央交响乐团团长。曾与著名钢琴家巫漪丽结婚，入狱后离婚。